# Deutsche im Sezessionskrieg
Deutsche stellten im Amerikanischen Bürgerkrieg (1861 – 1865) die größte Gruppe ausländischer Soldaten. Um 1860 lebten rund 1,3 Millionen in Deutschland geborene Einwanderer in den USA, davon lediglich etwa 72 000 in den Südstaaten.

## Nordstaaten
Zwischen 1850 und 1860 kamen mehr als eine Million deutsche Auswanderer nach Nordamerika, davon allerdings nur etwa 70 000 in die Südstaaten. Infolgedessen stiegen die Auflagen deutschsprachiger Zeitungen. Zahlreiche Turnvereine wurden gegründet, die sich zu Zentren des republikanischen Idealismus entwickelten. Deutsche traten vielfach in die Republikanische Partei ein. So gewann Abraham Lincoln bei der Präsidentschaftswahl 1860 im Süden nur in zwei Wahlkreisen, da diese von deutschen Einwanderern dominiert wurden (St. Louis und Gasconada, heute Gasconade County). Vor allem Achtundvierziger sahen in ihrem Engagement für die Republikaner die Fortsetzung ihres Kampfes für die Freiheit (der Sklaven) und Einheit (der USA), den sie in Europa verloren hatten.

Carl Schurz

Während des Bürgerkrieges meldeten sich republikanische Einwanderer häufiger freiwillig zum Militärdienst als demokratische. B. A. Could von der U.S. Sanitary Commission erstellte Quoten für jede nationale Gruppe entsprechend ihrem Anteil an der Bevölkerung. Diese ergaben, dass deutsche Einwanderer mit etwa 50 Prozent die wehrwilligste Gruppe waren. Die deutlichsten Verhältnisse zeigten sich in Missouri. Dort hatte die Republikanische Partei die größte Anhängerschaft innerhalb der deutschen Bevölkerung. Gleichzeitig war hier der höchste Anteil von Deutschen in der Unionsarmee zu verzeichnen. Missouri lag an sechster Stelle bei den deutschen Siedlern und an zweiter bei der Truppenstellung. Nur in Wisconsin demonstrierten die Deutschen gegen die Einberufung.
Um 1860 lebten im Norden rund 1,3 Millionen in Deutschland geborene Einwanderer. Im US-Heer war während des Sezessionskrieges fast jeder zehnte Soldat ein deutscher Einwanderer (etwa 200 000). Ein Großteil diente freiwillig, aus Überzeugung oder den Umständen gehorchend, nur ein Sechstel wurde eingezogen. Drei Viertel dienten in Regimentern, in denen Deutsche höchstens 15 Prozent ausmachten, wobei diese oft in deutsche Kompanien aufgestellt wurden. Etwa 30 Regimenter bestanden zur Hälfte aus Deutschen (zirka 15 000 Mann). Ebenso viele waren nahezu reindeutsche Regimenter (30 000 Mann) mit deutschen Offizieren. Gelegentlich desertierten deutschstämmige Wehrpflichtige, um sich anschließend deutschen Einheiten anzuschließen. Im späteren Verlauf des Krieges wurden Regimenter ohne Rücksicht auf ethnische Herkunft aufgefüllt. Viele deutsche Einheiten stammten aus einer bestimmten Region, oft waren sie „Abbilder“ der dortigen Turnvereine. Bis 1862 war in diesen Einheiten Deutsch die offizielle Kommando- und Umgangssprache, bis sich Englisch durchsetzte. Deutsche Einheiten hatten oft eigene Uniformen und eigene Exerzierregeln, die auf deutschen Traditionen beruhten. Die Gründe für eigene deutsche Einheiten waren oft mangelnde Sprachkenntnisse und kulturelle Differenzen gegenüber anderen Bevölkerungsteilen. Zudem erhofften sich die Befehlshaber schlagkräftige und militärisch erfahrene Truppenverbände bestehend aus Europäern. Das Vertrauen in Offiziere der eigenen Nationalität sollte zu mehr Freiwilligenmeldungen führen.

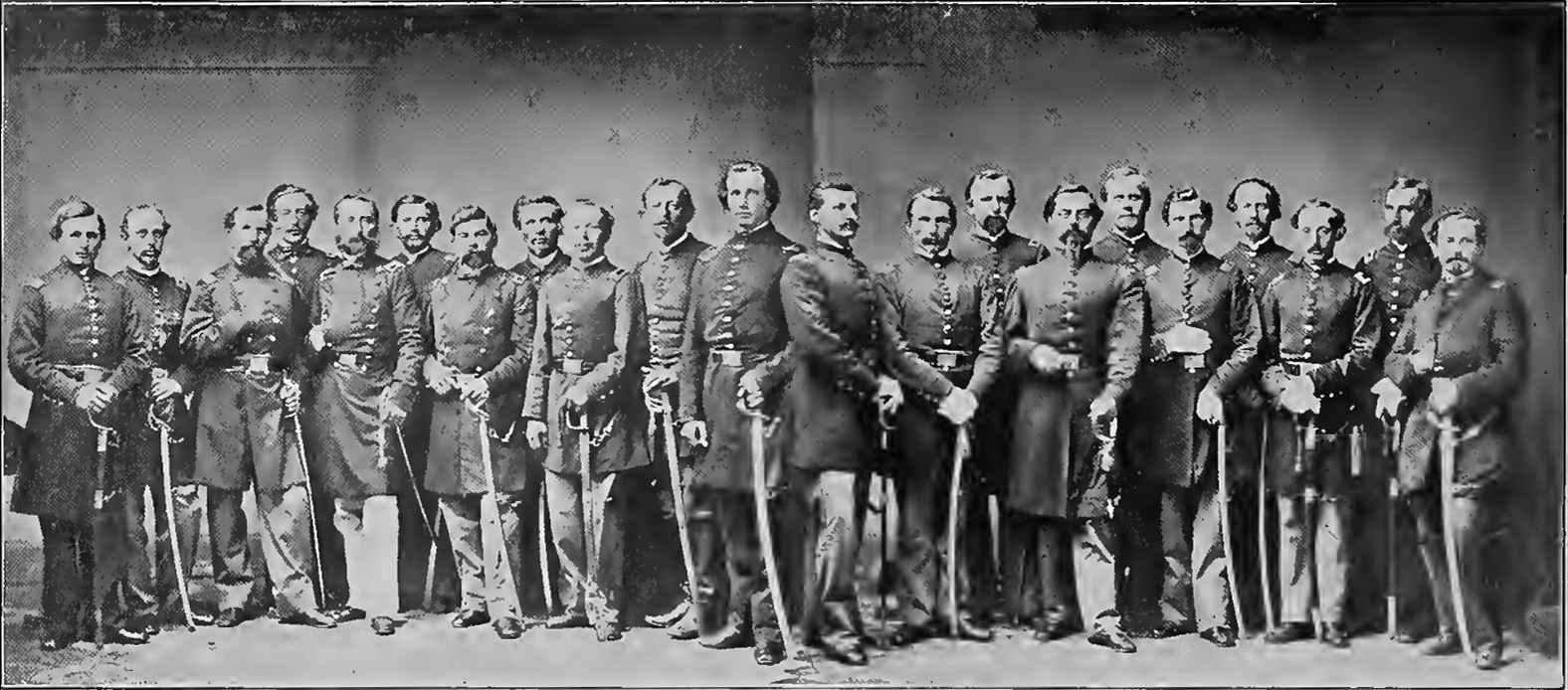
Offizierkorps des 20. New Yorker Freiwilligen Infanterieregiments, der sog. „Turner Rifles“

Zeitgleich wurden deutsche Soldaten und Offiziere von deutschsprachigen Zeitungen gelobt und besonders hervorgehoben. Andeutungen eines schlechten Rufes in Artikeln und zeitgenössischen Briefen sind nur selten zu finden. Oft wird attestiert, dass „deutsche Offiziere besser kommandieren, deutsche Regimenter besser kämpfen, deutsche Feldlager sauberer und deutsche Truppen gesünder seien“. Dennoch gab es eine deutschenfeindliche Stimmung in amerikanischen Zeitungen und innerhalb des Militärs. Dies mag zusätzlich zur Gründung deutscher Einheiten geführt haben, da sich deutsche Soldaten in anderen Einheiten eher isolierten und desertierten. Vor allem nach der Schlacht bei Chancellorsville waren deutsche Soldaten Zielscheibe nativistischer Anfeindungen.
Bedeutende Offiziere und Generale mit deutscher Abstammung waren unter anderem Carl Schurz, Ludwig Blenker, George Armstrong Custer, Friedrich Hecker, August Kautz, Germain Metternich, Peter Joseph Osterhaus, Prinz Felix zu Salm-Salm, Alexander Schimmelfennig, Franz Sigel, Julius Stahel, Adolph von Steinwehr, Gustav Struve, Gustav von Deutsch und August von Willich. Eine ganz ungewöhnliche Migrantengeschichte hatte William Nikolaus Reed.

### Die zweite badische Revolution: Missouri 1861
Zu Beginn des Bürgerkrieges stand der Bundesstaat Missouri am Scheideweg: Verbleib als sklavenhaltender Staat in der Union oder Übertritt zu den Südstaaten. Die Auseinandersetzung fand vor allem zwischen den stark landwirtschaftlich geprägten Landesteilen und der Bevölkerung von St. Louis statt, die aus Handwerkern und Geschäftsleuten bestand. Diese sahen ihre Zukunft im industriellen Norden. 1861 waren von 170.000 Einwohnern von St. Louis etwa 60.000 Deutsche.
Bei den Präsidentschaftswahlen 1860 gingen nur zwei Wahlbezirke an Abraham Lincoln, einer davon in St. Louis, wo etwa ein Viertel der Stimmen für Lincoln von deutschen Wählern kam. Nach dem Beginn der Abspaltung der Südstaaten sympathisierte der Gouverneur Claiborne Fox Jackson mit der Konföderation. Gerade das Bundesarsenal mit seinem großen Vorrat an Waffen und Munition war für beide Seiten von großer Bedeutung.
Im Frühjahr 1861 organisierten Adam Hammer, ein ehemaliger badischer Militärarzt und Revolutionär von 1848, und Gustav Körner Waffenlieferungen, um notfalls das Bundesarsenal selbst zu verteidigen. In den Turnervereinen wurde bereits unter der Leitung von Franz Sigel und anderen militärisch gedrillt. Deutschamerikanische Offiziere der überwiegend sezessionistisch geprägten Staatsmiliz gaben ihre Patente zurück. Der örtliche Führer der Republikanischen Partei, Francis Preston Blair, arbeitete zu dieser Zeit sehr eng mit den deutschen Revolutionären zusammen, um das Arsenal und die Stadt in der Union zu halten.
In zwei deutschsprachigen Zeitungen, dem Anzeiger des Westens und der Westlichen Post, wurde am 11. Januar 1861 folgende Anzeige veröffentlicht:

„Aufruf Schwarzes Jäger Corps.
'Wir haben unter heutigem Datum beschlossen, eine unabhängige Jägerkompanie zu bilden und zwar unter dem Namen ‚Unabhängiges schwarzes Jäger-Corps‘. Jeder treu zur Union stehende Deutsche, der gesonnen ist, dieser Compagnie beizutreten, ist gebeten sich heute Abend im Versammlungs-Lokal einzufinden.“

Am 6. Februar 1861 stellten Turnervereine ein Bataillon mit drei Kompanien und 280 Mann auf. Nach dem Beginn des Bürgerkrieges im April 1861 verweigerte Gouverneur Jackson jedoch die Bereitstellung der Quote Missouris der für den Krieg ausgerufenen Freiwilligen. Daraufhin begannen Blair, der aus Kansas berufene Hauptmann Nathaniel Lyon und die deutschen Revolutionäre mit der Aufstellung eigener Freiwilligenverbände für den Bundesdienst. Anfangs waren nur vier Feldregimenter vorgesehen, später folgten ein weiteres sowie fünf Regimenter Heimwehr. Von den vier Feldregimentern wurden drei von Deutschen kommandiert (Heinrich Börnstein, Franz Sigel und Nikolaus Schüttner). Dem dritten Regiment unter Sigel war eine im Aufruf Lincolns eigentlich nicht vorgesehene Artillerie-Batterie angegliedert. Diese wurde von Franz Backhoff kommandiert, einem ehemaligen badischen Artilleriewachtmeister und Revolutionär. Die Truppen aller zehn Regimenter waren zu 75 Prozent Einwanderer aus dem deutschsprachigen Raum und Deutschamerikaner und waren wie folgt gegliedert:
- 1. Missouri-Infanterie-Regiment (Oberst Francis P. Blair)
- 2. Missouri-Infanterie-Regiment (Oberst Heinrich Börnstein)
- 3. Missouri-Infanterie-Regiment (Oberst Franz Sigel)
- 4. Missouri-Infanterie-Regiment – „Schwarze Jäger“ (Oberst Nikolaus Schüttner)
- 5. Missouri-Infanterie-Regiment (Oberst Karl Eberhard Salomon)
- zusätzlich fünf Regimenter Heimwehr

Mit den hauptsächlich deutschen Einheiten wagten Blair und Lyon einen Putsch gegen die Regierung von Jackson. Zuerst wurden Mitte April, noch vor Beginn der Truppenaufstellung, die Bestände des Bundesarsenals nach Illinois und Indiana gebracht. Am 10. Mai 1861 begannen die Unionstruppen unter Lyon und Sigel mit einem Angriff auf das Camp Jackson westlich von St. Louis, wo sich die Staatsmiliz versammelte. Diese wurde entwaffnet und verhaftet. Bei den folgenden Straßenschlachten starben einige Soldaten und etwa 20 Zivilisten. Im Juni unterlagen die Sezessionisten in einer Schlacht bei Boonville, die Staatsregierung musste anschließend aus ihrer Residenz in Jefferson City fliehen.
Das Ergebnis der „zweiten badischen Revolution“ war der Verbleib Missouris in der Union.

## Südstaaten
Der Anteil der Deutschen in den Südstaaten war im Vergleich zu den Nordstaaten sehr gering. Um 1860 lebten dort nur etwa 72.000 Deutsche. Bürgerliche, die nicht in größeren Gruppen auswanderten, passten sich eher der südstaatlichen Lebensweise an. Zugleich gab es starke Unterschiede zwischen den deutschen Gemeinden in Charleston, Richmond und New Orleans. Charleston war die älteste und zugleich reichste, homogenste Gemeinde. Gleichzeitig besaß keine deutsche Gemeinde mehr Sklaven und unterstützte die konföderierten Streitkräfte stärker als Charleston. Kurz vor dem Krieg hatte dort etwa ein Viertel der deutschstämmigen Haushalte Sklaven. Deutsche in Diensten der CSA waren in der Regel auch Sklavenhalter. In Richmond hingegen lebten viele Neuankömmlinge. Sie standen unter Verdacht, illoyal zu sein. Die größte und zugleich heterogenste Gemeinde war New Orleans. Dort unterstützten führende deutschsprachige Zeitungen den Nordstaatenkandidaten der Demokraten, Stephen A. Douglas. New Orleans stellte zwar fünf Kompanien des 20. Louisiana-Infanterie-Regiments, des einzigen deutschen Regiments der Konföderation, jedoch liefen viele Soldaten zur Union über, als die Stadt fiel. Dies führte zu großem Misstrauen gegenüber den Deutschen. Zwischen 1862 und 1864 wurden in Richmond insgesamt 384 Deutsche ohne weitere Begründung inhaftiert. Ein weiterer Grund war die hohe Beteiligung deutscher Soldaten auf Seiten der Union.
Unterstützung fanden die deutschen Soldaten im Dienste der Südstaaten durch den preußischen Konsul in New Orleans, Augustus Reichard. Dieser finanzierte und befehligte eigene Truppen. Zudem war mit Christopher Gustavus Memminger ein gebürtiger Württemberger Finanzminister der CSA. Bekannte Offiziere der Konföderierten waren der königlich preußische Rittmeister Johann August Heinrich Heros von Borcke, der während des Sezessionskriegs bis zum Rang eines Lieutenant Colonel (Oberstleutnant) der Konföderierten aufstieg, und Augustus Carl Büchel, Regimentskommandeur der 1. Texanischen Kavallerie.

### Die Texas-Deutschen

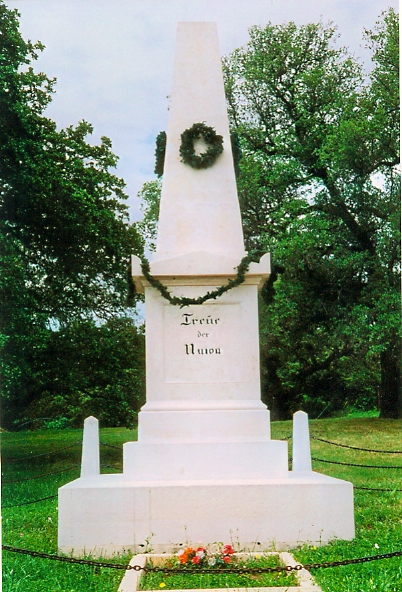
Treue der Union-Denkmal in Comfort (Texas)

In Texas lebten um 1860 rund 20.000 deutsche Auswanderer. Vor allem im Westen des Landes konnten sich viele deutsche Gemeinden erhalten, während die Deutschen im Osten des Landes in der Regel viel stärker integriert waren. In einem Referendum am 23. Februar 1861 entschied sich die Bevölkerung für die Sezession, weniger als 25 Prozent der Wähler stimmten für die Union. Mehrheitlich von Deutschen bewohnte Wahlkreise lehnten die Sezession am stärksten ab. Beispielsweise stimmte das Colorado County mit 64 Prozent für den Austritt aus der Union, aber in drei deutschen Wahlkreisen votierten 86 Prozent gegen den Austritt. In zwei überwiegend von Deutschen bewohnten Grenzcountys fiel die Ablehnung mit 96 Prozent noch größer aus. Lediglich im Comal County gab es eine deutsche Mehrheit für die Südstaaten.
Während des Krieges schlossen sich viele Deutsche den Unionstruppen an. So dienten im 1. und 2. Texas-Kavallerie-Regiment viele Deutsche, obwohl das Rekrutierungszentrum in der Gegend um Brownsville an der Mündung des Rio Grandes lag, weit entfernt von den deutschen Siedlungsgebieten. Insgesamt stellten Deutsche 13 Prozent der texanischen Unionstruppen (bei einem Bevölkerungsanteil von sieben Prozent). Nach dem Beginn des Krieges war eine Flucht in den Norden erschwert worden, Kriegsdienstverweigerern drohte die Todesstrafe. Das Massaker am Nueces River 1862 war ein Kriegsverbrechen des konföderierten Heeres, begangen an deutschstämmigen texanischen Kriegsdienstverweigerern am 10. August 1862. Eine Flucht setzte somit auch eine ideologische Überzeugung voraus. Zwar dienten nunmehr Deutsche in den Truppen der Südstaaten wie die Long Prairie German Company, dies jedoch oft widerwillig. Im Januar 1863 geriet das 6. Texas-Infanterie-Regiment bei Arkansas Post in Gefangenschaft, kurz darauf legten 152 Soldaten, meist Deutsche und Polen, den Loyalitätseid auf die Vereinigten Staaten ab. Die deutsche Kompanie war damit praktisch verschwunden.

## Persönlichkeiten
- Ludwig Blenker (1812–1863), Brigadegeneral
- Gustav Adolph Buschbeck (1820–1883), Oberst
- Heinrich Börnstein (1805–1892), Oberst des 2nd Missouri Regiment
- George Armstrong Custer (1839–1876), Generalmajor
- Gustav von Deutsch (1825–1878), 1st Milwaukee Cavalery Company, zuletzt Oberstleutnant
- Friedrich Hecker (1811–1881), Rechtsanwalt, Oberst, zuletzt Kommandeur des 82. Illinois Freiwilligen Infanterie-Regiments
- August Kautz (1828–1895), Generalmajor
- Germain Metternich (1811–1862), 46. New-York-Freiwilligenregiment
- Peter Joseph Osterhaus (1823–1917), Generalmajor, Militärgouverneur von Mississippi
- Carl Schurz (1829–1906), Generalmajor und später Innenminister im Kabinett von Präsident Rutherford Hayes
- Felix zu Salm-Salm (1828–1870), Abenteurer, Regimentskommandeur der 8th New York Volunteers und des 68th New York Regiment
- Alexander Schimmelfennig (1824–1865), Generalmajor
- Franz Sigel (1824–1902), Generalmajor
- Julius Stahel (1825–1912), Generalmajor, später Diplomat
- Adolph von Steinwehr (1822–1877), General, Kommandeur verschiedener Armeekorps
- Gustav von Struve (1809–1870), Rechtsanwalt und Publizist, Soldat bei den 8th New York Volunteers, zuletzt Hauptmann
- August von Willich (1810–1878), Brigadegeneral

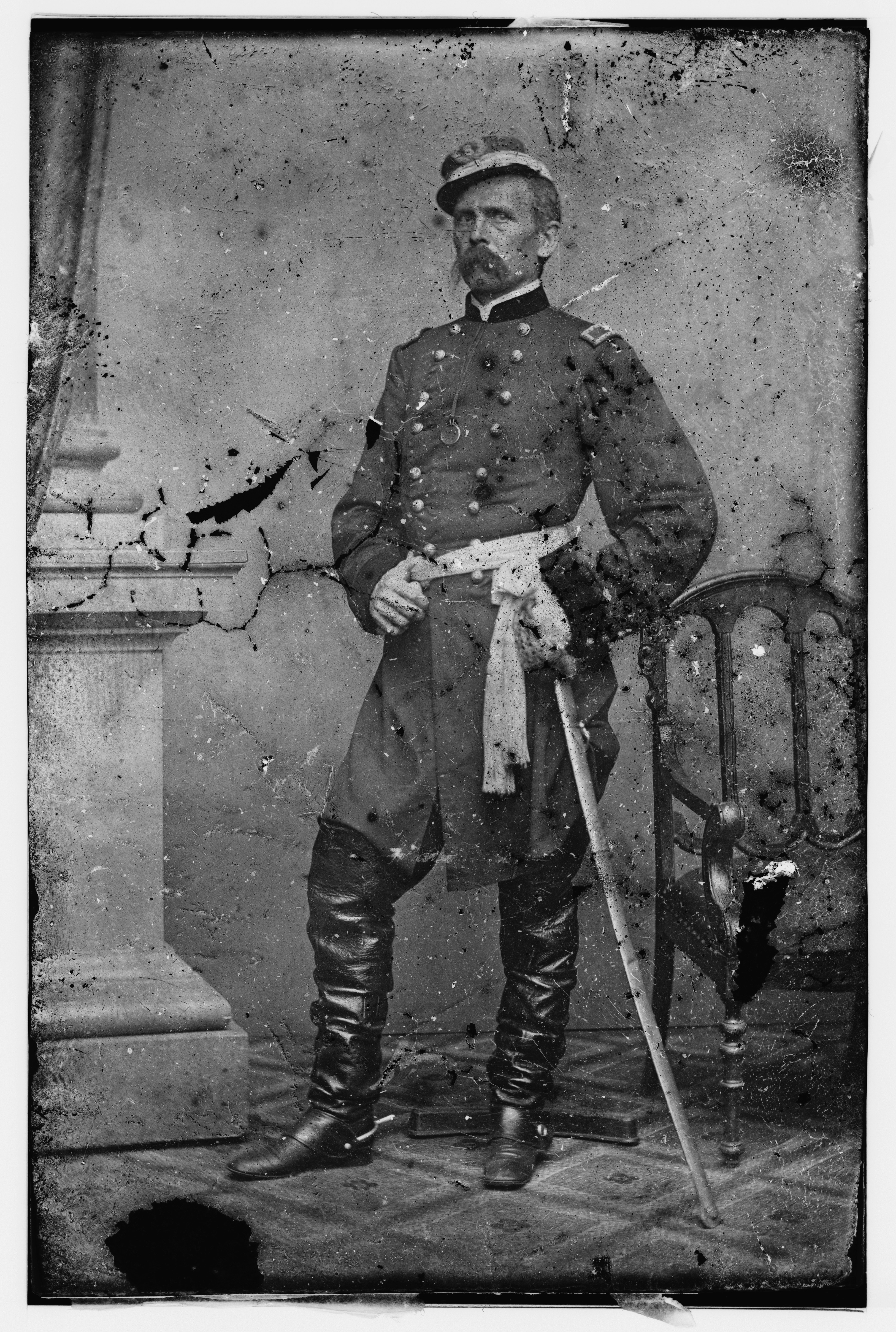
Brigadegeneral Ludwig Blenker
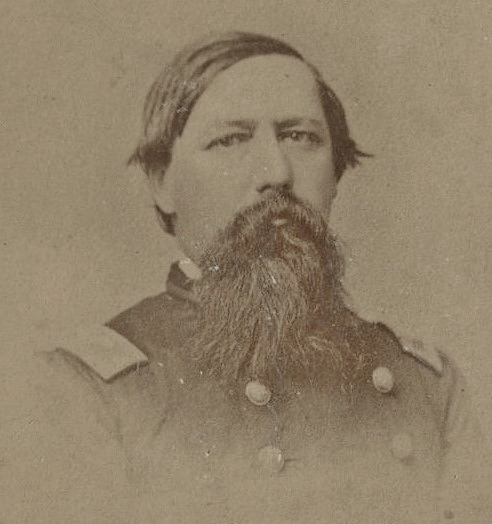
August Mersy
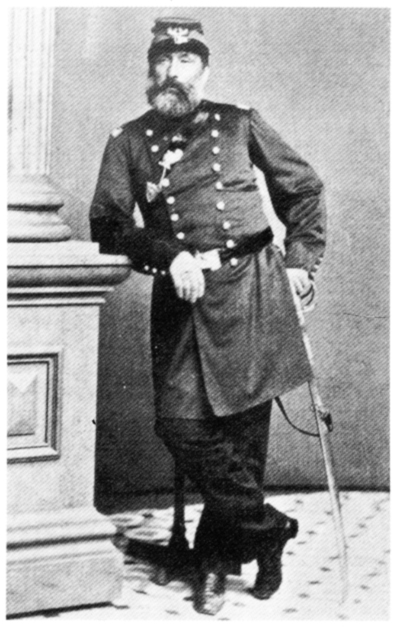
Oberst Germain Metternich
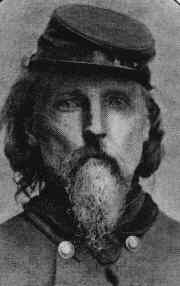
Oberst Friedrich Hecker
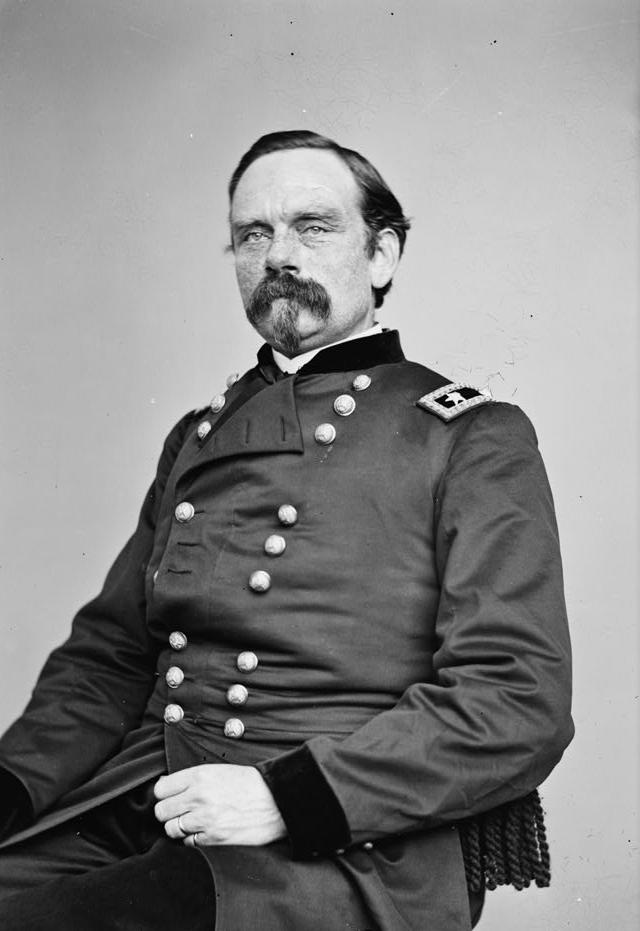
Generalmajor Peter Joseph Osterhaus
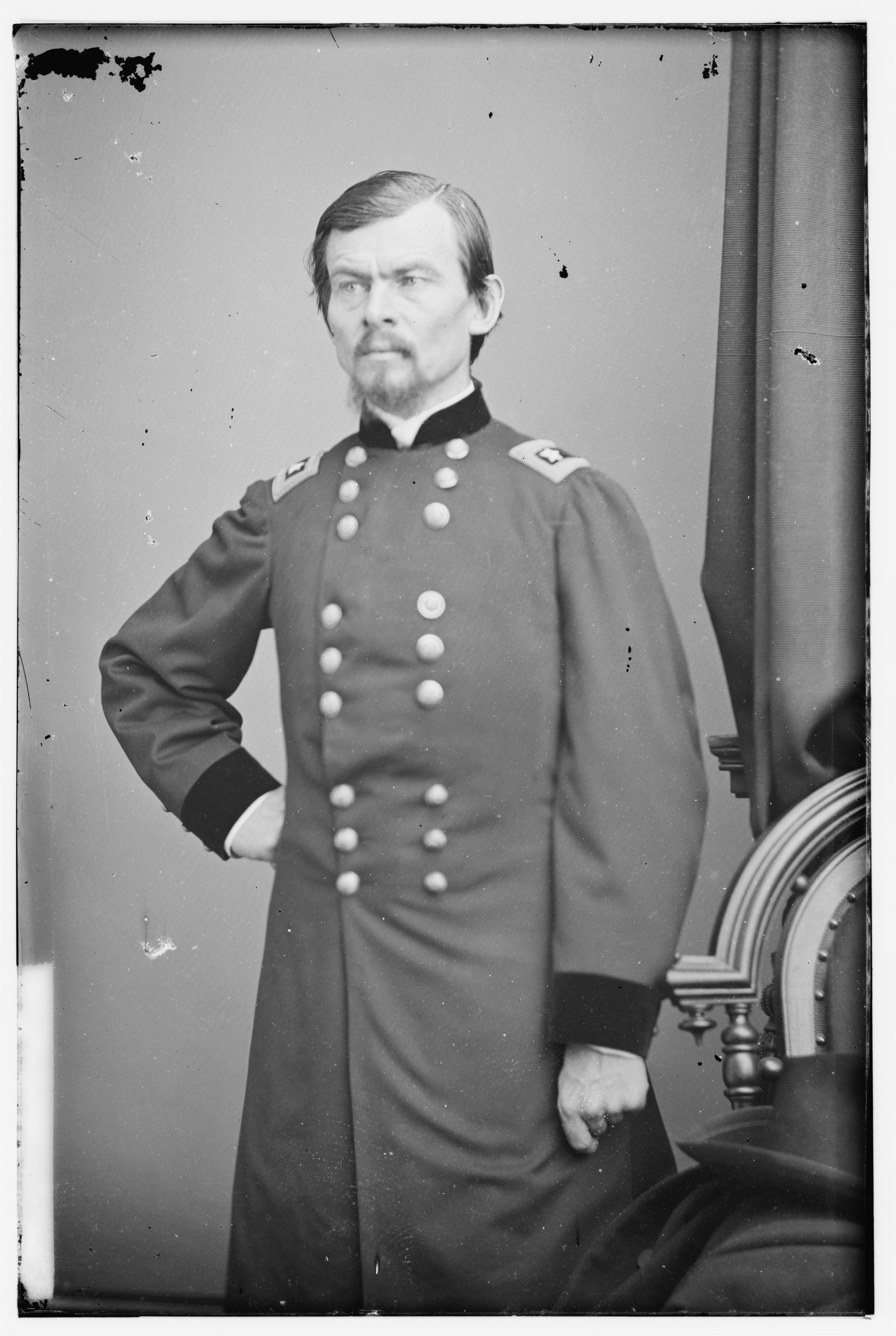
Generalmajor Franz Sigel
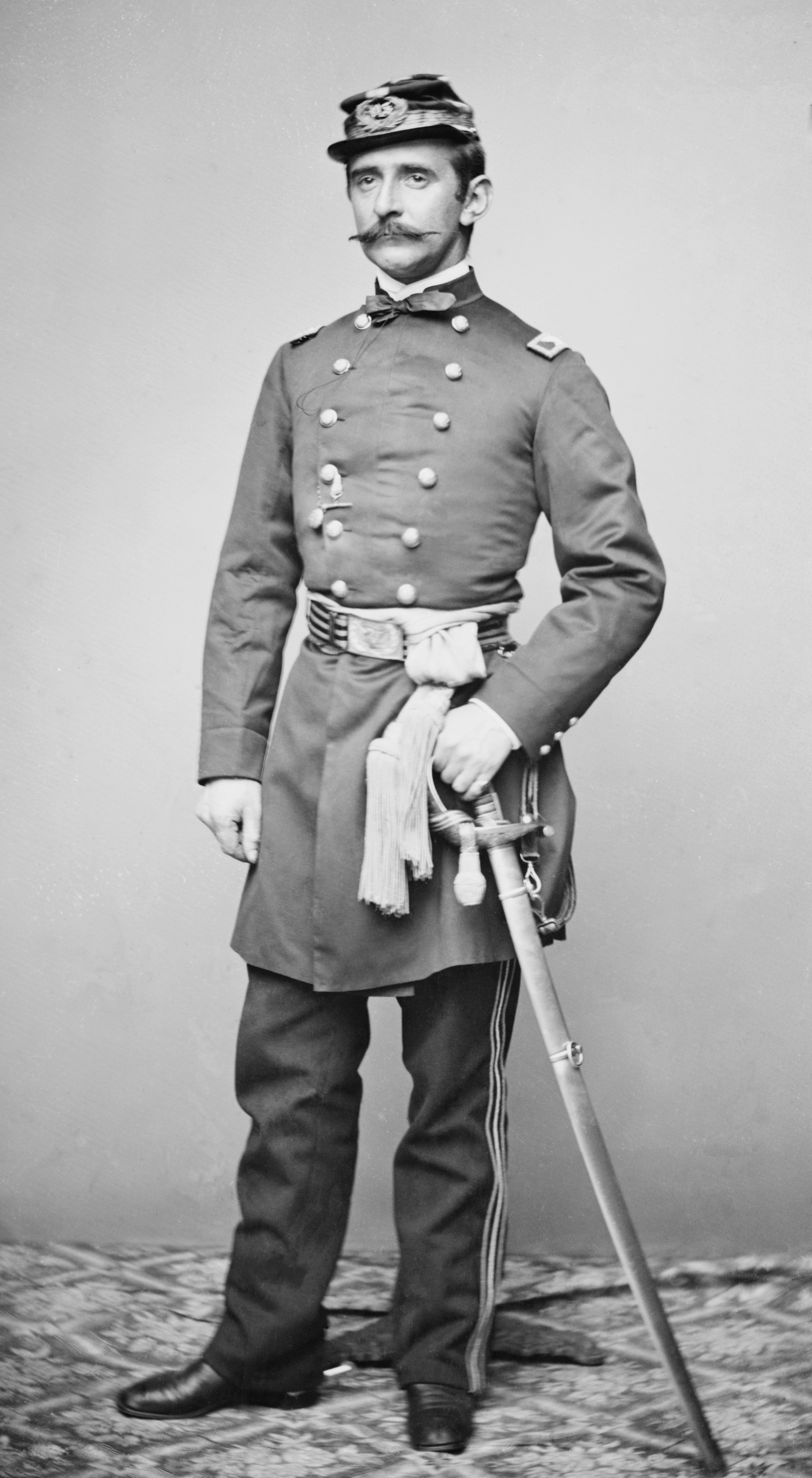
Oberst Prinz Felix zu Salm-Salm
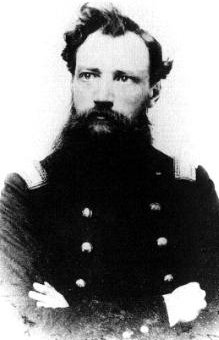
Generalmajor Alexander Schimmelfennig
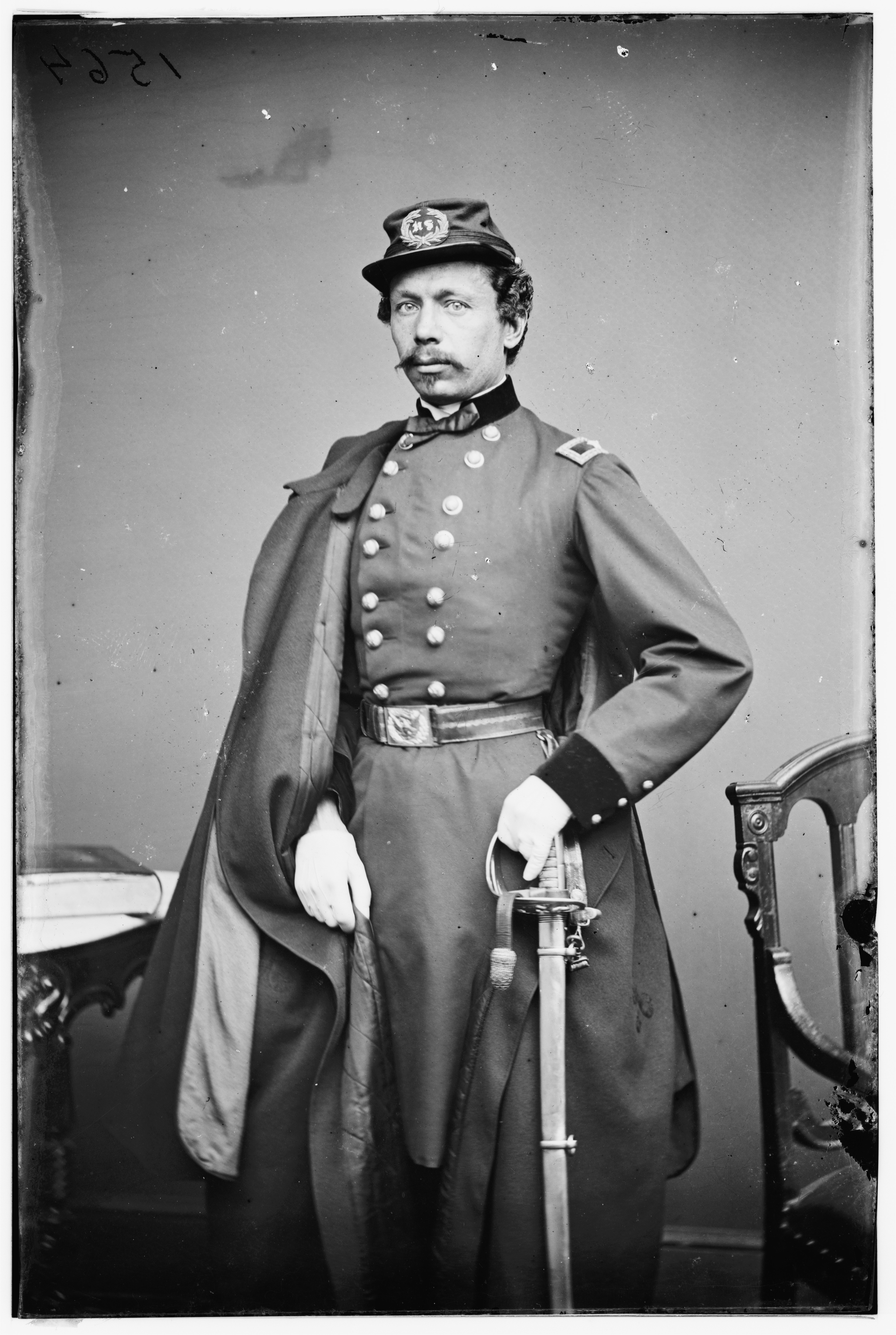
Generalmajor Julius Stahel
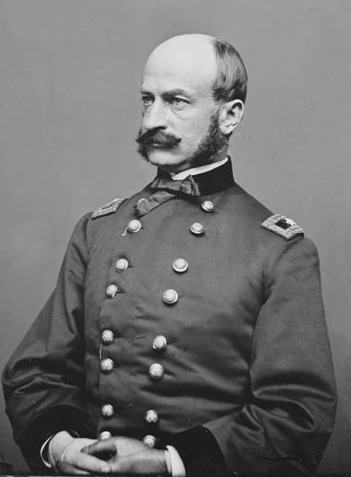
Adolph von Steinwehr
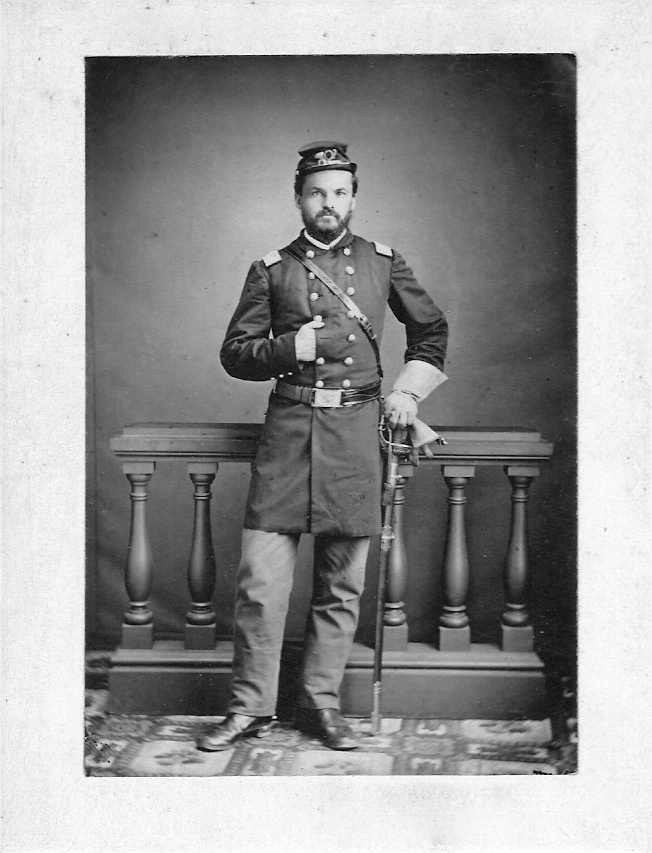
Gustav Tafel
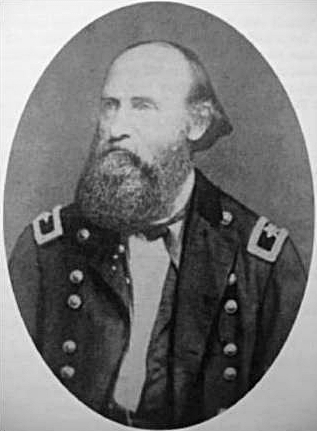
Brigadegeneral August von Willich

## Denkmäler

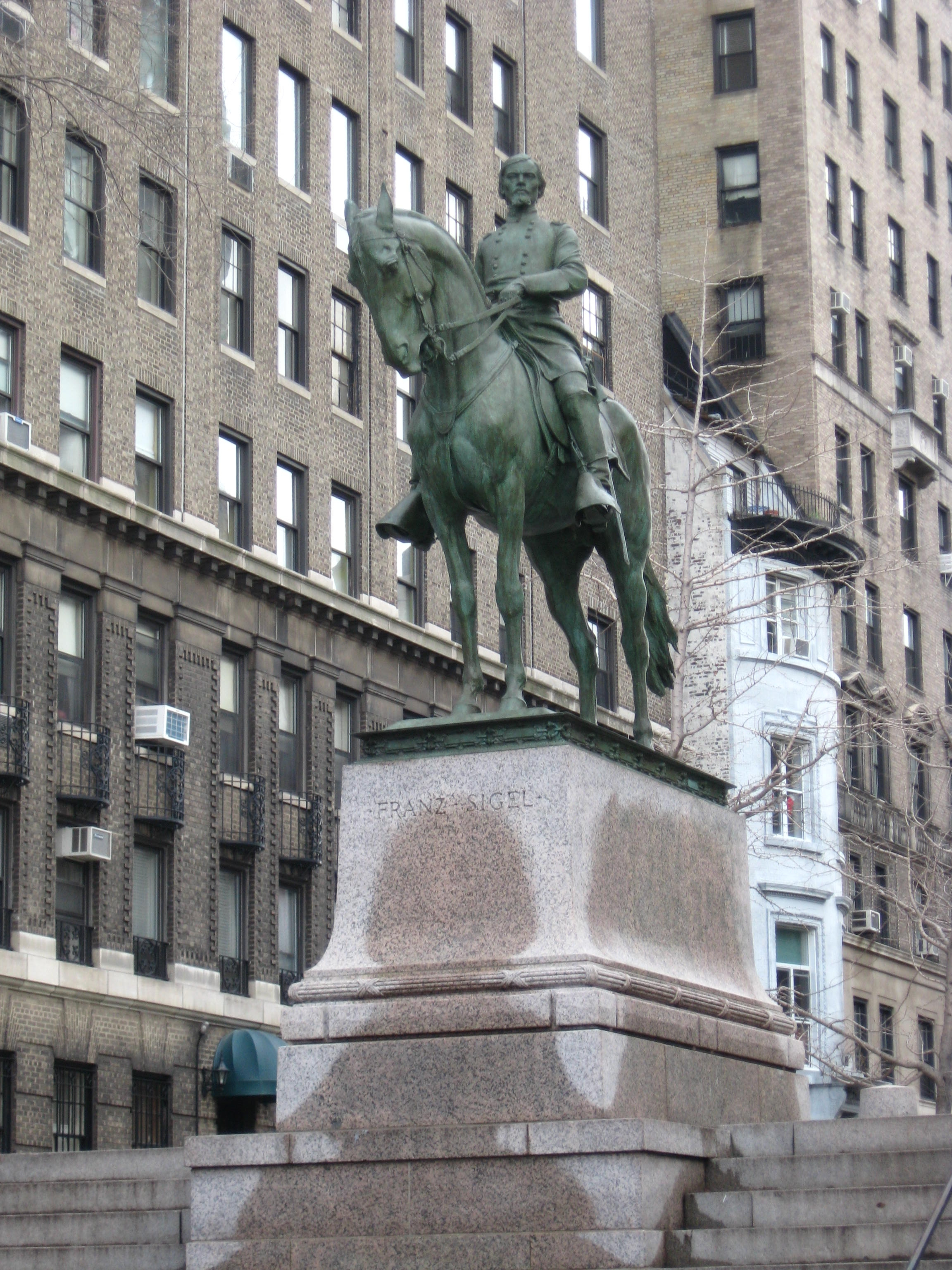
Reiterstandbild des Generalmajors Franz Sigel (New York City)
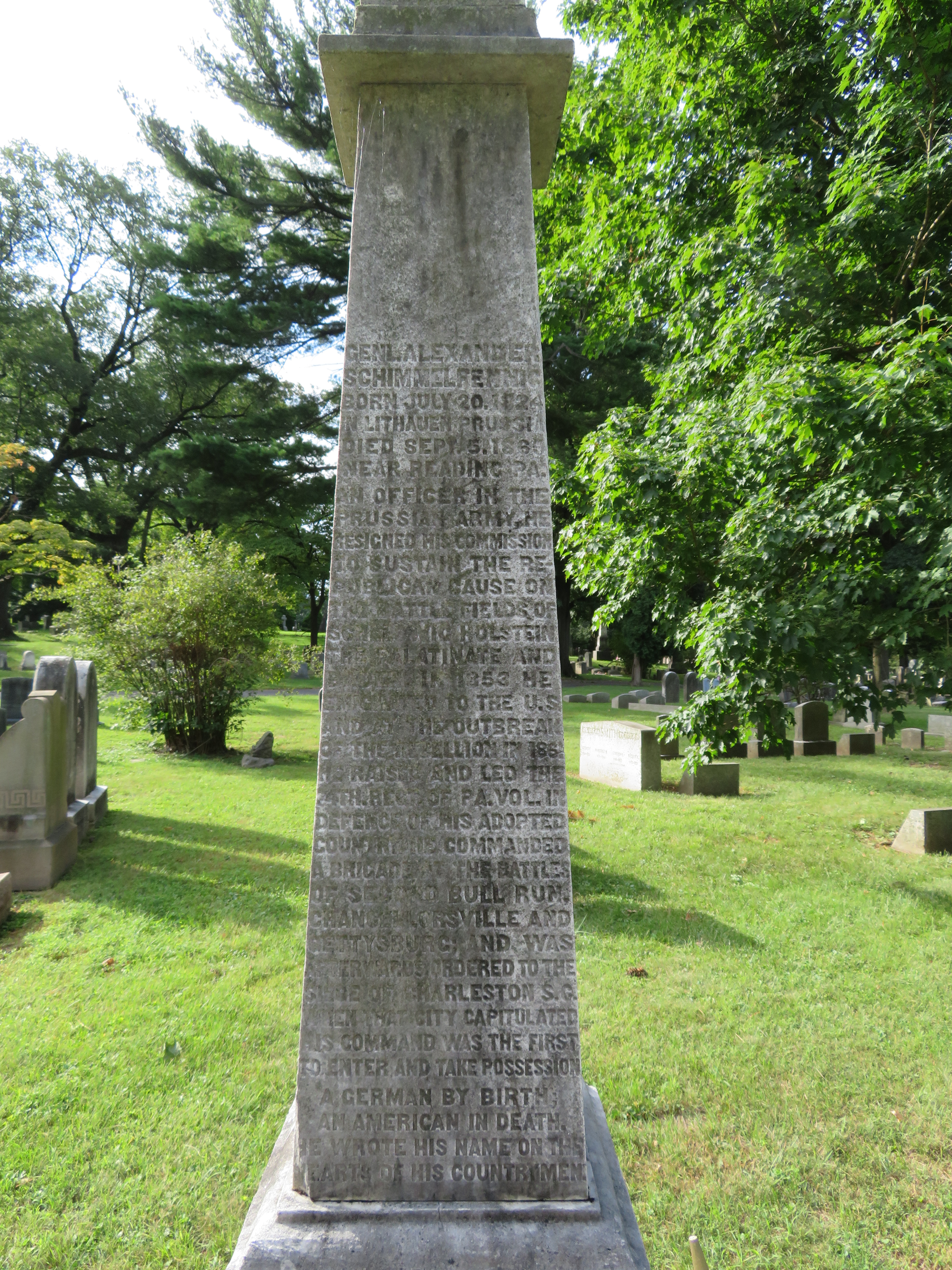
Denkmal für General Alexander Schimmelfennig (Charles Evans Cemetery)